# Magoshi Kyōhei

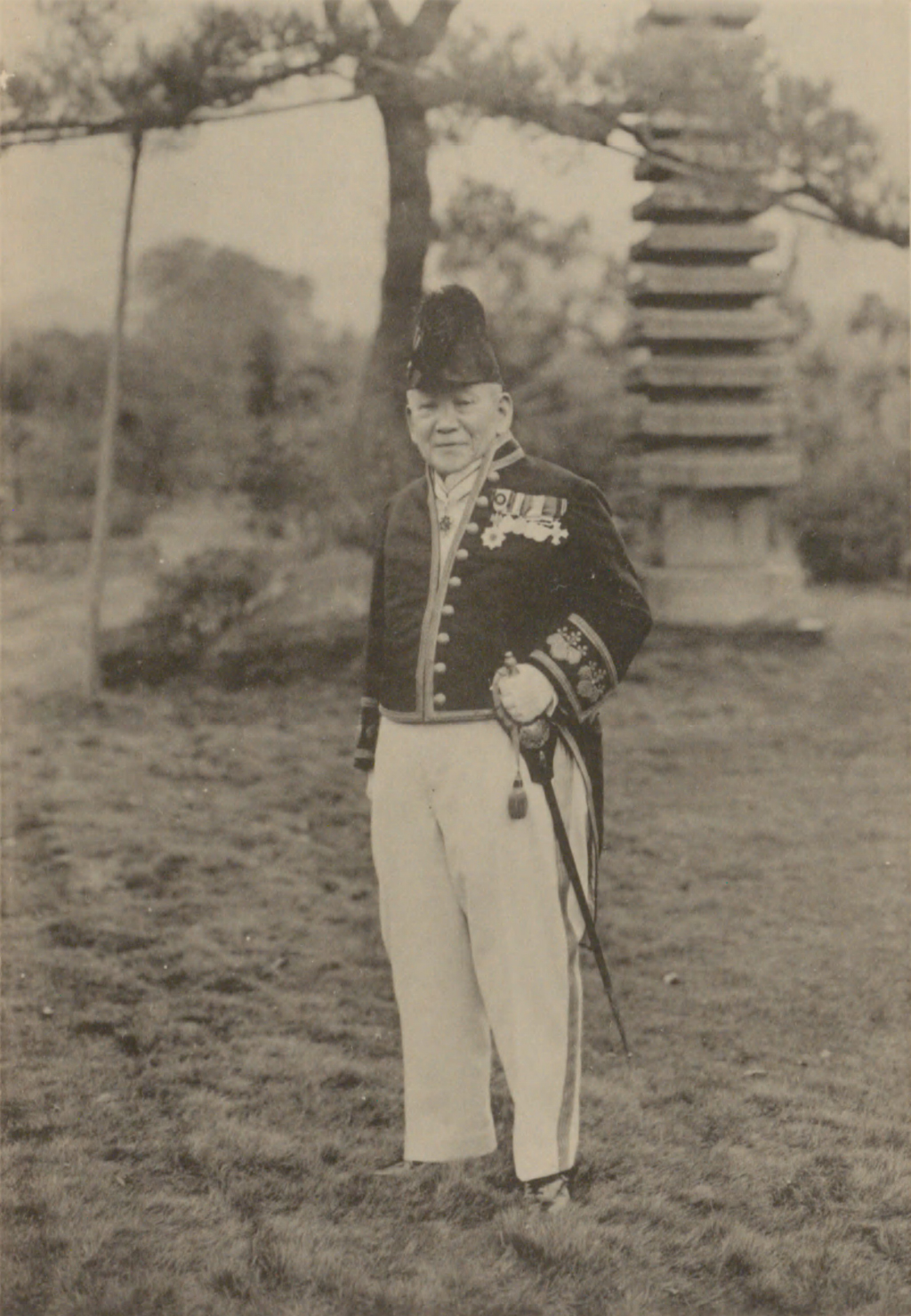
Magoshi Kyōhei

Magoshi Kyōhei (japanisch 馬越 恭平; geboren 12. Oktober 1844 in der Provinz Bitchū; gestorben 20. April 1933 in Tokio) war ein japanischer Geschäftsmann in der Meiji-, Taishō- und Shōwa-Zeit.

## Leben und Wirken
Magoshi Kyōhei wurde als zweiter Sohn eines Arztes geboren. Er zog nach Osaka und arbeitete für eine Kaufmannsfamilie. Aufgrund seines Geschäftstalents wurde er vom Besitzer der Reederei Harimaya (播磨屋) adoptiert. Doch als er 1870 Masuda Takashi (1848–1938) kennenlernte, wurde er von ihm so beeinflusst, dass er 1873 seine Adoptivfamilie verließ und in eine von Masuda geführten Firma eintrat.
Als das Unternehmen 1876 von Mitsui & Co. übernommen wurde, fungierte Magoshi fungierte als Niederlassungsleiter und Geschäftsführer der Niederlassung in Yokohama. Zusammen mit Präsident Masuda und Vizepräsident Kimura Masaki (木村 正幹; 1843–1903) war er als einer der „Drei Personen für lokale Produkte“ (物産三人物, Bussan san jimbutsu) bekannt. 1896 verließ er Mitsui und wurde Präsident von „Nippon Beer“, an dessen Wiederaufbau er hart gearbeitet hatte, und übernahm die Führung im Vertrieb. 1906 wurde er Präsident von „Dainippon Beer“, das mit dem Unternehmen „Sapporo Beer“ und „Osaka-Bier“.
Magoshi wurde so zum „Bierkönig Japans“ (日本のビール王, Nihon Bīru Ō) ernannt. Darüber hinaus war er als hochrangige Persönlichkeit in der Finanzwelt an über hundert Unternehmen beteiligt, darunter an „Tokyo Electric“ und der Ostchinesischen Eisenbahn. Er arbeitete auch politisch und wurde 1898 in das Repräsentantenhaus gewählt, 1924 in das Oberhaus. Er war als Teemeister „Magoshi Kasei“ (馬越 化生) bekannt.